# Charles Baillie
Charles William Baillie est un membre de la mission militaire britannique au Japon menée par Archibald Lucius Douglas. Il est employé par le ministère japonais de la Marine en qualité de conseiller étranger. Il arrive au Japon le 27 juillet 1873 et son premier contrat de 3 ans débute le lendemain. Il est renouvelé le 28 juillet 1876 et se termine définitivement le 26 avril 1879. Il enseigne la navigation, la topographie et la canonnerie à l'école navale impériale du Japon. Il retourne au Royaume-Uni le 14 mai 1879.